# Günter Gianni Piontek
Günter Gianni Piontek (* 9. Mai 1929 in Berlin; † 23. Juli 2024 in Zollikon) war ein Schweizer Bildhauer, Diplomkaufmann und Volkswirt.

## Werk
Günter Gianni Piontek arbeitete bis 1985 als Manager bei Orell Füssli. Danach widmete er sich der Bildhauerei und schuf zahlreiche Skulpturen, die im öffentlichen Raum, u. a. in Zollikon, zu sehen sind. Zudem schuf Piontek jedes Jahr die Siegerpokale des Engandiner Skimarathons. Daneben war er als Lokal-Zeitungs-Verleger im Raum Zürich tätig.

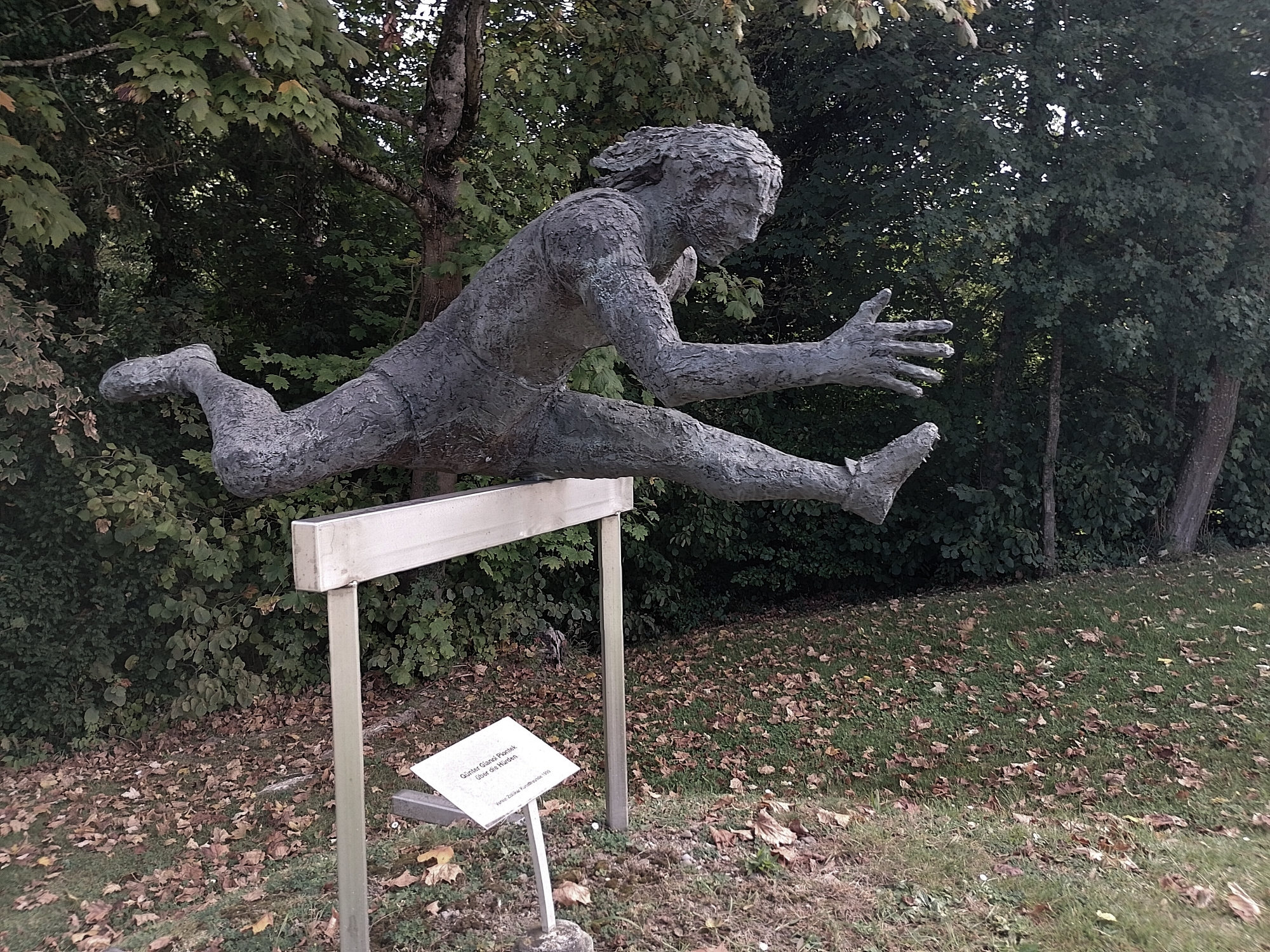
Skulptur, Über die Hürden, 1999, Binzstrasse, Zollikon
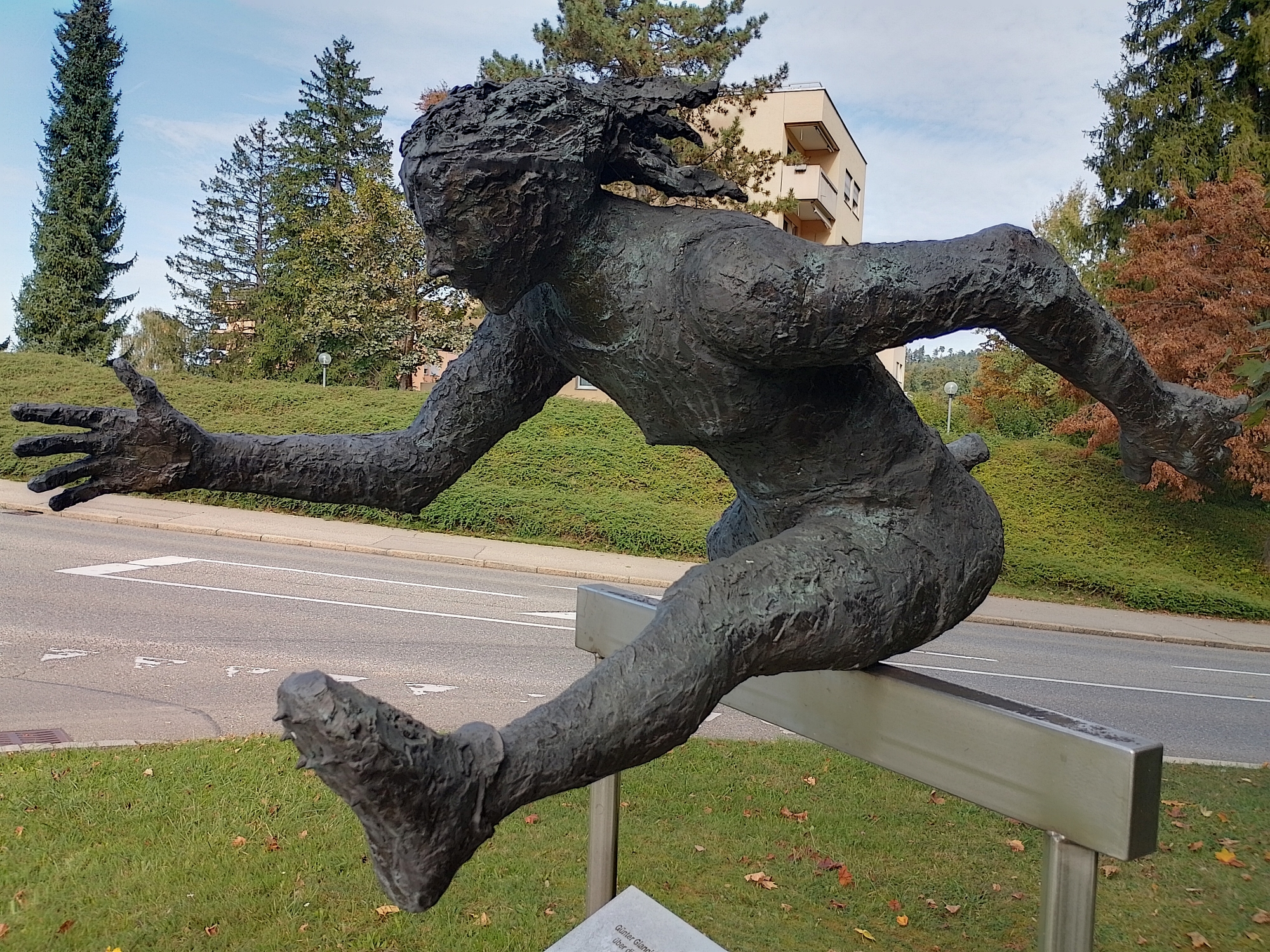
Skulptur, Über die Hürden, 1999, Binzstrasse, Zollikon
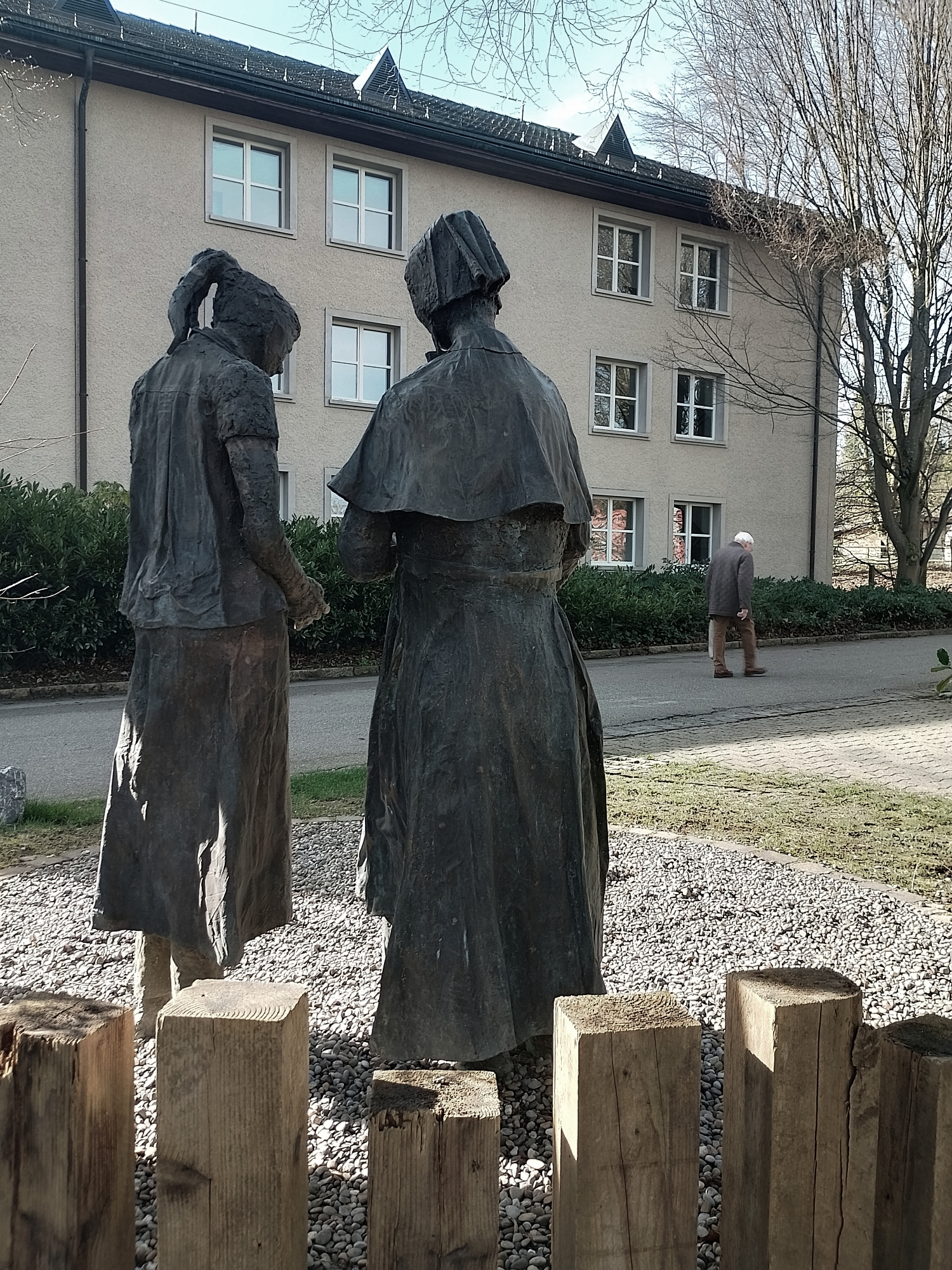
Skulptur, Gestern – heute – morgen, 2008, Spital Zollikerberg
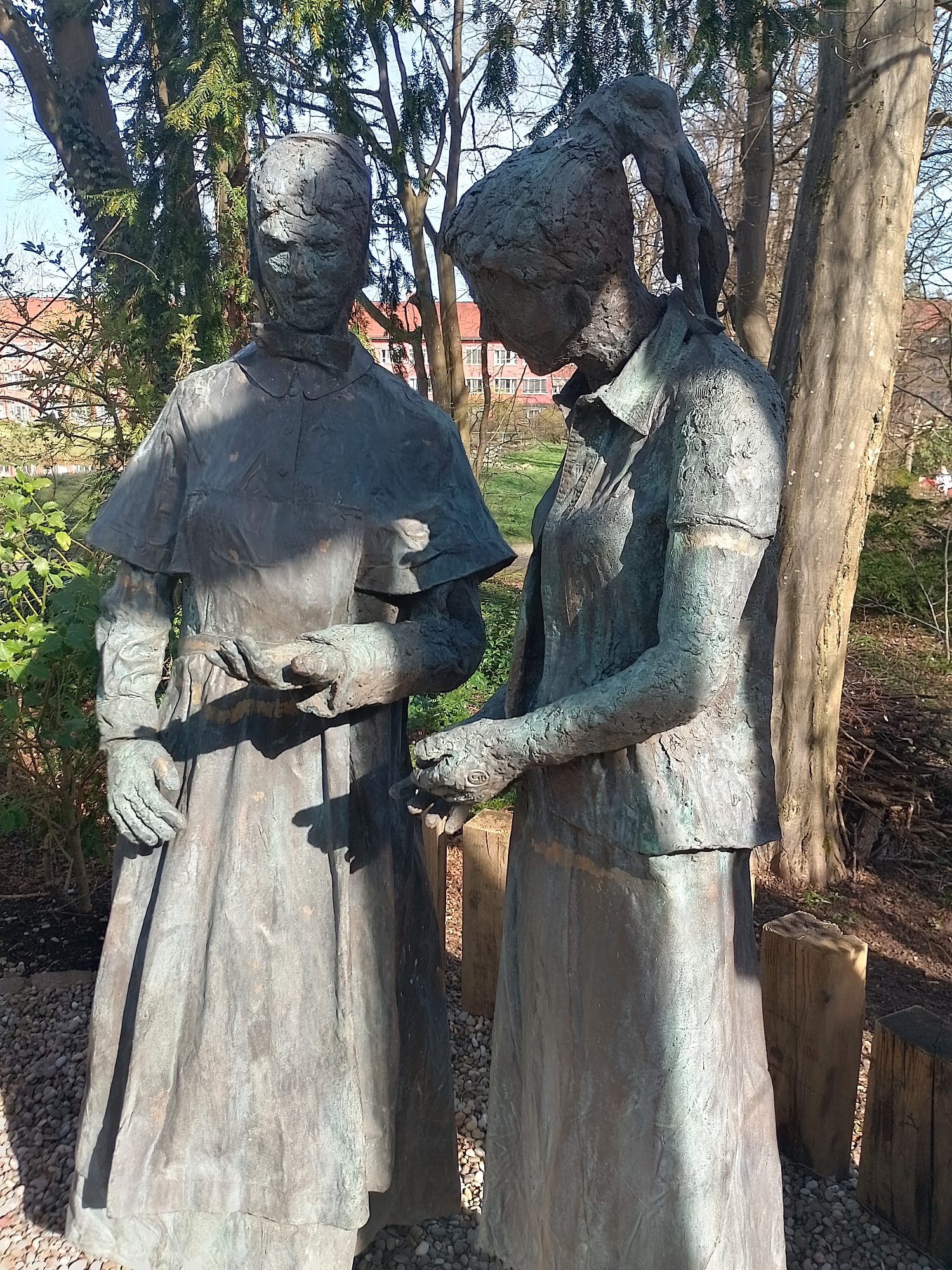
Skulptur, Gestern – heute – morgen, 2008, Spital Zollikerberg